# Petit-duc bridé
Megascops barbarus
Espèce
Synonymes
- Scops barbarus P.L. Sclater & Salvin, 1868
(protonyme)
- Otus barbarus (P.L.Sclater & Salvin, 1868)

Statut de conservation UICN

 VU B1ab(i,ii,iii,v) : Vulnérable
Statut CITES
Le Petit-duc bridé (Megascops barbarus) est une espèce d'oiseaux de la famille des Strigidae.

## Répartition
Cette espèce vit au Guatemala et au Mexique.